# Warriors of the World
Warriors of the World (hrv. Ratnici svijeta) je deveti studijski album američkog heavy metal sastava Manowar. Objavljen je 4. lipnja 2002. godine, izdavač je diskografska kuća Nuclear Blast.
Obrada pjesme Nessun dorma posvećena je preminuloj majci Erica Adamsa. Na albumu se također nalaze pjesme posvećene Richardu Wagneru, Lucianu Pavarottiju i Elvisu.

## Popis pjesama
| Warriors of the World | Warriors of the World          | Warriors of the World                          | Warriors of the World | Warriors of the World | Warriors of the World | Warriors of the World | Warriors of the World | Warriors of the World | Warriors of the World |
| Br.                   | Skladba                        | Autor                                          | Trajanje              |                       |                       |                       |                       |                       |                       |
| --------------------- | ------------------------------ | ---------------------------------------------- | --------------------- | --------------------- | --------------------- | --------------------- | --------------------- | --------------------- | --------------------- |
| 1.                    | »Call to Arms«                 | Joey DeMaio                                    | 5:32                  |                       |                       |                       |                       |                       |                       |
| 2.                    | »The Fight for Freedom«        | Karl Logan, DeMaio                             | 5:32                  |                       |                       |                       |                       |                       |                       |
| 3.                    | »Nessun dorma«                 | Giuseppe Adami, Giacomo Puccini, Renato Simoni | 3:29                  |                       |                       |                       |                       |                       |                       |
| 4.                    | »Valhalla«                     | Joey DeMaio                                    | 0:35                  |                       |                       |                       |                       |                       |                       |
| 5.                    | »Swords in the Wind«           | Logan, DeMaio                                  | 5:20                  |                       |                       |                       |                       |                       |                       |
| 6.                    | »An American Trilogy«          | Mickey Newbury                                 | 4:21                  |                       |                       |                       |                       |                       |                       |
| 7.                    | »The March«                    | DeMaio                                         | 4:02                  |                       |                       |                       |                       |                       |                       |
| 8.                    | »Warriors of the World United« | DeMaio                                         | 5:51                  |                       |                       |                       |                       |                       |                       |
| 9.                    | »Hand of Doom«                 | DeMaio                                         | 5:50                  |                       |                       |                       |                       |                       |                       |
| 10.                   | »House of Death«               | DeMaio                                         | 4:25                  |                       |                       |                       |                       |                       |                       |
| 11.                   | »Fight Until We Die«           | DeMaio                                         | 4:08                  |                       |                       |                       |                       |                       |                       |
| 47:58                 |                                |                                                |                       |                       |                       |                       |                       |                       |                       |

## Osoblje
- Eric Adams – vokal[2]
- Karl Logan – električna gitara, klavijature
- Joey DeMaio – bas gitara, električna klavijatura
- Scott Columbus – bubnjevi

## Vanjske poveznice
- Warriors of the World na Discogsu